# Knightaster bakeri
Knightaster bakeri är en sjöstjärneart som beskrevs av H.E.S. Clark 1972. Knightaster bakeri ingår i släktet Knightaster och familjen Ganeriidae.
Artens utbredningsområde är havet kring Nya Zeeland. Inga underarter finns listade i Catalogue of Life.